# Frieder Schuller
Frieder Schuller (geboren 13. Juli 1942 in Cața) ist ein rumäniendeutscher Schriftsteller.

## Leben
Frieder Schullers Vater war Pfarrer in Cața (Katzendorf) und später in Hălchiu (Heldsdorf). Er studierte Theologie in Sibiu (Hermannstadt) und Germanistik in Cluj (Klausenburg). Er arbeitete in Brașov (Kronstadt) als Redakteur der Zeitschrift Karpatenrundschau.
Schuller schreibt Gedichte in deutscher Sprache. 1969 wurde das erste Gedichtbuch – Kreise ums Unvollendete – in Bukarest veröffentlicht. Es folgte Ausgespielt. Mit rotem Wein viel lieber wurde verboten.
Ab 1972 war Schuller Dramaturg am deutschsprachigen Theater in Hermannstadt. Bei der Arbeit am Theaterstück Umzug und der Dramatisierung von Michael Kohlhaas wurde er durch das kommunistische Regime behindert. Günter Grass half ihm und seiner Familie 1978 bei der Ausreise in die Bundesrepublik.
1983 drehte er für das ORF einen Dokumentarfilm über Conrad Haas, 1984 den Spielfilm Der Glockenkäufer über den Exodus und das Aussterben der deutschen Minderheit in Siebenbürgen. 1986 der Spielfilm "Im Süden meiner Seele", über die Bukarester Jahre des Dichters Paul Celan. Schullers Drehbücher wurden dreimal mit der Höchstförderung des BMI ausgezeichnet. 2012 erfolgte die Uraufführung des Theaterstücks Ossis Stein oder Der werfe das erste Buch über die Jahre Oskar Pastiors in Rumänien sowie die Dokumentation Ein Dorf erwacht – Siebenbürgen und der Prinz für ARTE. Er arbeitet an einem Dokumentarfilm über den Judenretter Siegfried Jägendorf.
Schullers Arbeiten wurden mit zahlreichen Preisen, darunter 1986 dem Andreas-Gryphius-Preis, bedacht.
Nach der politischen Wende in Rumänien restaurierte Schuller das Pfarrhaus in Cața (Katzendorf) und machte es zu einem kulturellen Treffpunkt. Seit 1992 organisiert er im Pfarrhof die Katzendorfer Kulturtage (zweisprachig: Rumänisch und Deutsch). Er ist der Initiator des Katzendorfer Dorfschreiberspreises. Erster Preisträger war Elmar Schenkel (2011). Es folgten Jürgen Israel (2013), Carmen-Francesca Banciu (2014) und Tanja Dückers (2016), Traian Pop (2022).
Schuller lebt in Berlin und Katzendorf. Er ist Vater des Modefotografen Kristian Schuller.

## Einzeltitel
- Kreise ums Unvollendete. Gedichte. Jugendverlag, Bukarest 1969.
- Ausgespielt. Gedichte. Dacia Verlag, Klausenburg 1972.
- Mit rotem Wein viel lieber. Albatros Verlag, Bukarest 1975.
- Paß für Transsilvanien. Urheber Verlag, Bonn 1979.
- Einladung zu einer Schüssel Palukes. Edition Parnaß, Bonn 1980.
- Abschiedsgerüchte. Gedichte. Zweisprachige Ausgabe Deutsch / Rumänisch. Ins Rumänische übertragen von Laura Fota. Albatros Verlag, Bukarest 2005.
- Mein Vaterland ging auf den roten Strich. Gedichte aus den Jahren keiner Begeisterung 1975–1978. Hora Verlag, Hermannstadt  2006.
- Die Angst der Parkbank vor dem Abendrot. Gedichte. Connewitzer Verlagsbuchhandlung, Leipzig 2016.

## Anthologie (Auswahl)
- Bogdanowka Heiligabend. In: Michaela Nowotnick und Florian Kührer-Wielach (Hrsg.): Wohnblockblues mit Hirtenflöte. Rumänien neu erzählen. Verlag Klaus Wagenbach, Berlin 2018, S. 137–146.

## Spielfilme
- Der Glockenkäufer. Spielfilm. 1984.

- Im Süden meiner Seele. Paul Celans Bukarester Jahre. Arte 1994.

## Dokumentarfilme
- Dokumentarfilm über Conrad Haas. 1983.
- Ein Dorf erwacht. 2013.

## Theaterstücke
- Umzug – Stück in zwei Kammern. 1970.[1]
- Viele Grüße Michael Kohlhaas. 1977.[2][3]
- Tanz mit der Stille. 1996.
- Ossis Stein oder Der werfe das erste Buch. 2012.